# スプルーアンス級駆逐艦
スプルーアンス級駆逐艦（スプルーアンスきゅうくちくかん、英語: Spruance-class destroyer）は、アメリカ海軍の駆逐艦の艦級。アメリカ海軍の大型艦として初めてガスタービンエンジンを搭載したほか、船型の拡大や遮浪甲板船型の採用など新機軸が多く、キッド級ミサイル駆逐艦、タイコンデロガ級ミサイル巡洋艦のベースともなった。
優れた対潜艦として活躍したほか、冷戦終結後のマルチハザード化およびグローバル化に伴う任務の多様化を受けて、搭載するトマホーク巡航ミサイルによる対地攻撃力が注目され、従来の駆逐艦の枠をこえて攻勢的に用いられた。

## 来歴

### シーホーク計画とその挫折
新型対潜駆逐艦の計画は1959年5月の長期目標策定グループ（LRO）の提言にまで遡る。LROは、当時建造されていたDDG・DLGについて、AN/SQS-23ソナーは1965年以降の潜水艦には対抗困難であり、またテリア・ターター・システムは1965年以降の航空機には不十分であると見積もった。この時点では、アレン・M・サムナー級、ギアリング級などの大戦型駆逐艦の代替はまだ先の問題だと考えられており、それよりは空母機動部隊や対潜掃討群のためのハイテク護衛艦のほうが切迫した要請であった。
しかし艦隊再建近代化計画（FRAM）によって装備の更新強化が図られていたとはいえ、大戦型駆逐艦は既に運用寿命の末期に差し掛かっており、1961年9月、LROはこれらのFRAM艦の後継となる新型対潜駆逐艦に関して検討した。これらの検討を経て、まず1961年9月23日より、基本計画審議委員会（Ship Characteristics Board, SCB）において新型対潜駆逐艦に関する検討が着手され、1962年4月23日にはシーホーク計画（SCB239）として具体的な計画策定に入った。
シーホーク計画艦は、当時開発されていた様々な対潜センサー・兵器のプラットフォームとして予定されており、1965年度計画にプロトタイプを盛り込み、1967年度第4四半期に起工、1968年に進水し、1969年夏に竣工予定であった。ただし搭載予定の統合戦闘システムの完成は1971年中頃になると見込まれたことから、このプロトタイプ艦はあくまで船体や機関、ソナーなどの試験艦になる予定であった。また1962年8月にはミサイル航洋護衛艦（DEG）の計画が着手されていたが、これもシーホーク計画艦に合流させうると考えられていた。
当初、シーホーク計画艦の開発の主眼は搭載するセンサーや兵器に置かれていたが、まもなく主機が問題になった。従来通りのギアード・タービン方式のほか、COSAGやCODAG、COGAGが俎上に載せられた。ガスタービンエンジンは好評を博し、1964年3月に作成された試案ではCOGAG方式で125,900馬力とし、満載排水量6,150トンで最大速力38ノットを確保する予定とされていた。しかし、特に国防長官府 (OSD) の防衛科学技術担当長官 (DDR&E) は、原子力推進を推進する派閥の影響を受け、これと共通の技術を用いたギアード・タービン方式に拘泥していたほか、システム開発ではなく主機に重きを置く計画の趨勢そのものに反発していた。特に当時、SOSUSの整備などを背景に対潜戦のパッシブ化が志向され、潜水艦を含めて、対潜戦の枠組みそのものの大変革が進められていたことから、防衛科学技術担当長官は、システム開発への回帰を勧告した。
当時、ブロンシュタイン級を端緒とするSCB199シリーズの航洋護衛艦は大型化・高性能化を繰り返しており、1964年度計画のノックス級（SCB199C計画型）では更なる拡大強化が図られていた。これに伴い、1964年までに、速力を除けば、航洋護衛艦とシーホーク計画艦との差異は不明瞭化していた。このように計画が錯綜し、また搭載すべき各種システムがいずれも開発途上であったこともあって、1965年2月に発表された1966年度予算説明において、ロバート・マクナマラ国防長官はシーホーク計画の中止を発表した。

### 高速DEとDX/DXG構想
対潜戦のパッシブ化に伴う広域化を受けて、この時期、航洋護衛艦（DE）についても高速化が志向されていた。1964年3月17日、海軍作戦部長の指示により、1966年度計画艦には30ノットを発揮できて即応性に優れた主機を、そして1968年度計画艦にはシーホーク計画艦の主機を搭載して35ノットを狙うこととなった。まず1964年6月、チャールズ・F・アダムズ級ミサイル駆逐艦の主機（70,000馬力）を搭載する案が作成された。また11月には、従来の航洋護衛艦を元にした設計にCOGAG主機を組み合わせて35ノットを発揮する設計が作成された。実際には1968年度計画で航洋護衛艦は建造されず、また建造されたとしても従来のノックス級と大きな差異が生じたかは不確実であるが、これらの検討は後のDX/DXG構想の底流の一つとなった。
一方、1962年度計画以降、防空ミサイル艦の建造は途絶えていたことから、こちらの建造も検討されていた。当時、ミサイル巡洋艦12隻、ミサイル嚮導駆逐艦30隻、ミサイル駆逐艦31隻、ミサイル航洋護衛艦6隻の計79隻が就役しており、15個の空母機動群に4隻ずつ、4個の対潜空母機動群に2隻ずつ、その他の任務に11隻を配分する計画となっており、一応は充足していた。しかしミサイル巡洋艦の大部分は、大戦世代の砲装型巡洋艦を改装したもので、まもなく退役時期を迎えるであろうし、その場合にはミサイル艦不足に陥ることが予想された。
これらの情勢を受けて、シーホーク計画が中止されたのち、1966年より国防長官府において、DX/DXG構想が開始された。これは、大戦型駆逐艦の代替たる対潜艦DXとともに、その設計に基づいて艦隊防空システムを搭載した防空艦としてDXGを建造するという構想であった。このDXGは、ミサイル駆逐艦（DDG）というよりは実質的にミサイル嚮導駆逐艦（DLG）に近いものであり、DXはその武装削減版というべきものとなっていた。1966年当時の初期計画では、1969年度から74年度の間にDXを75隻、DXGを18隻建造して、計画全体での合計コストは24億ドルとなる予定であった。その設計に当たっては、変化に応じる設計が標榜されており、また、コスト削減のため、一括調達方式が採用された。これは、海軍がコンセプト形成を行なって、これに対して最適な提案を行なった事業者に対して一括して契約するものである。
1967年末にはコンセプト形成はほぼ完了しており、1968年1月、大統領のメモによって要目が承認された。同年、各造船所に対して、設計と建造計画の提示が求められた。これに応募したのは、ニューポート・ニューズ造船所、エイボンデール造船所、バス鉄工所、トッド造船所、ジェネラル・ダイナミクス・クインシー、そしてリットン・インガルス（リットン・インダストリーズ、現ノースロップ・グラマン・シップ・システムズ）であったが、1970年6月、リットン・インダストリーズが勝者として、DX 30隻の建造を受注した。予算化は1970年度計画から1978年度計画となった。

## 設計

### 船体
本級は、一括調達方式の失敗によるコスト増もあり、搭載する装備に対して大きすぎる船体を有するとして、たびたび論争の的となってきた。本級は軽荷排水量5,825トン、満載排水量7,800トンであり、これは、通常の駆逐艦よりも大型であるはずのベルナップ級ミサイル嚮導駆逐艦 (DLG) よりも大型ですらあった。
しかし実際には、本級の大型化にはいくつかの重要な根拠があった。
静粛化の徹底
当時志向されていた対潜戦のパッシブ化に対応するため、従来よりも更に一段高度な静粛性が求められていた。このため、各機器類や装備からの騒音低減・遮蔽のため、多くの容積や重量が割かれることとなった。
航洋性の向上
高速で移動する空母戦闘群に随伴するため、20ノットで6,000海里という航続距離と、北大西洋を想定したシーステート4で30ノットの高速移動を維持することが求められた。従来の要求は、平水で30ノットという速力性能であった。
将来発展余裕の確保
ミサイル駆逐艦（DXG）としての設計変更を前提としていたこともあり、量産効果の向上も目的として、ブロック建造・モジュール化・パレット化が導入された。これによって複雑なシステムを短い工程で統合でき、また将来の換装も容易になったが、デッドスペースが多く発生することとなった。また艦の縦強度材には1平方インチあたり1トンの余裕が与えられたほか、51番砲の支持構造は203mm砲への換装を想定したものとなった。
また、現代の戦闘艦において、そのコストの大部分は搭載する戦闘システムが占めており、船体のコストはそれに比べると取るに足らないものであるので、コスト増にはつながらないとの反論もなされた。実際、本級の調達費のうち、電子機器関連の経費のみで約半分を占めている。
船型は、2層の全通甲板を備えた遮浪甲板型を基本として、後端部を切り欠いた長船首楼型となった。そもそもの船型の大きさのほか、ローリングやピッチングを低減するよう配慮した船型を採用したことから、フィンスタビライザーなどの減揺装置は不要であった。なお1981年度計画より、枢要区画にケブラーによる追加装甲が施されており、1986年までに全艦が改修を受けた。

### 機関
本級の最大の特徴は、ガスタービンエンジンの採用にある。上記の通り、シーホーク計画においては従来通りの蒸気タービンとするかガスタービンエンジンとするかが議論の的となったが、その検討成果を踏まえ、DX/DXG計画ではガスタービンエンジンの採用が強く勧奨された。
シーホーク計画の時点ではプラット・アンド・ホイットニーFT4Aが検討されていたが、実際に採択されたリットン社の設計では、新開発のゼネラル・エレクトリック LM2500が選定された。当初のリットン社案では、航続距離とコスト低減を両立するため、これを3基搭載し、巡航時には1基のみを稼動させて、これから電気カップリングを介して2軸を駆動するという複雑な方式が採用されていたが、海軍はこれに不安を抱き、最終的に、ガスタービンエンジン4基によるCOGAG方式という穏当な構成に変更された。当初案のガスタービンエンジン3基で30ノットという速力を実現する必要上、造波抵抗の低減を狙って船体長は長く設定されており、もし当初からガスタービンエンジン4基によるCOGAG方式を前提としていたなら、船体はより短く小さくなっていたと考えられている。機関は補機室を挟んだシフト配置とされており、前部機械室が左舷軸を、後部機械室が右舷軸を駆動することから、2本の煙突もこれに応じて寄せられた配置となっている。
なおガスタービンエンジンは逆転運転ができず、そのままでは後進をかけられないことから、従来のガスタービン搭載艦では減速機に逆転機能を付加したり、後進用の電気推進機関を搭載することで対応しており、機構の複雑化を招いていたのに対し、本級では推進器を可変ピッチ・プロペラ（CPP）とすることで対応しており、機関部の単純化・軽量化に益した。推進器は5.1メートル径、30ノット時の回転数は168 rpmであった。12ノットでの巡航状態から最大戦速に達するまでの所要時間はわずか53秒であった。
電源としては、出力2,000キロワットのアリソン501-K17ガスタービン発電機3基が搭載された。これは、本級で想定される戦闘時最大負荷を2基で賄うことができる。また艦内配電は従来どおりの400ボルト/60ヘルツの三相交流であり、そのための変電は容量150キロワットのコンバーター3基によって行われるが、DXGとしての改設計に備えて、4基目を搭載する余地が確保された。

## 装備
DX計画の段階では、1964年度計画のノックス級（SCB199C計画型）と同様の装備で、数だけ増備する予定とされていた。しかし計画の検討段階で対地火力支援能力の強化が図られたほか、全体に装備は更新強化されている。

### C4I

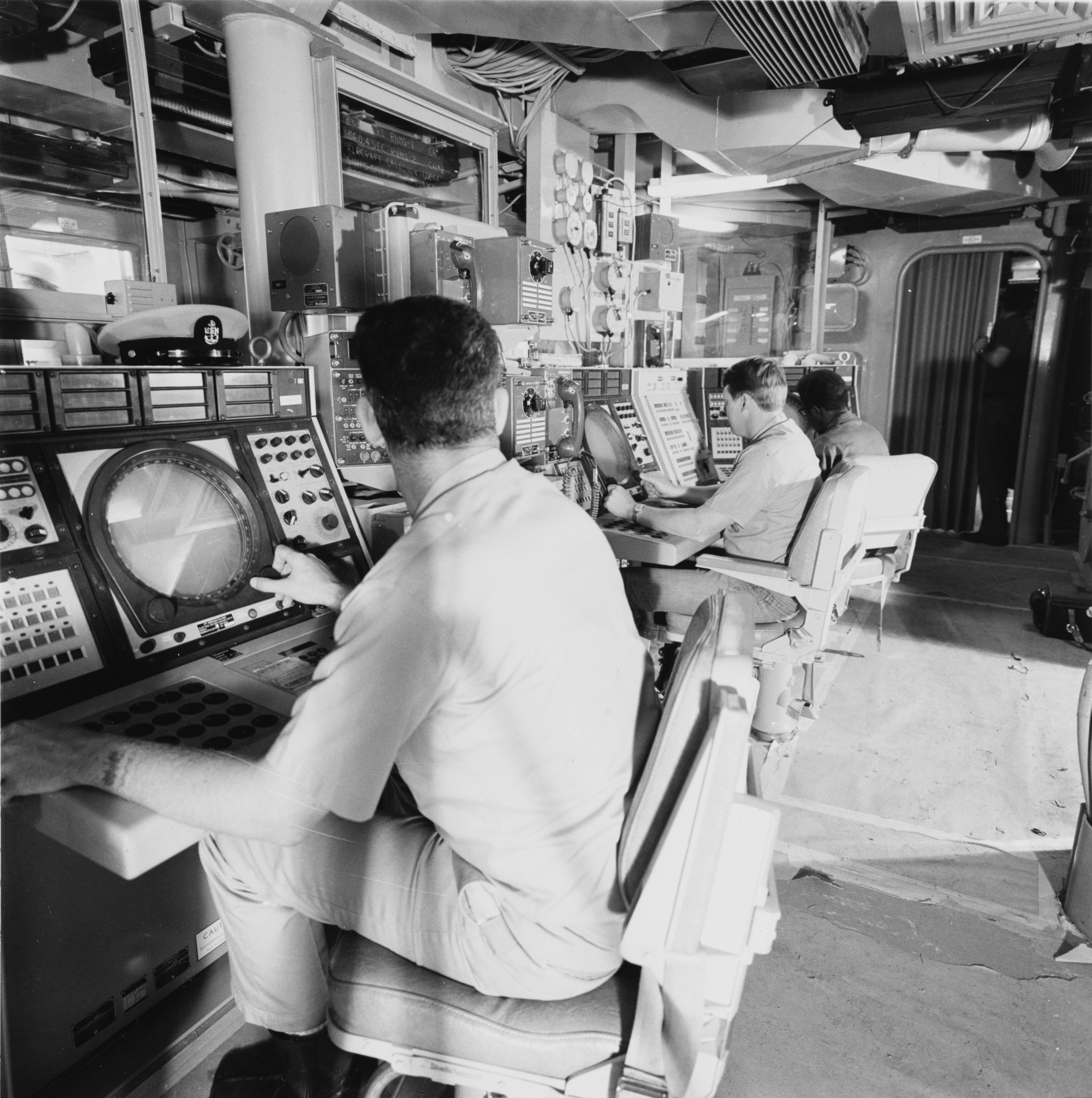
「スプルーアンス」のCIC。

本級は、アメリカ海軍の駆逐艦として初めて海軍戦術情報システム（NTDS）を搭載しており、また戦闘艦として初めて、完全にデジタル化された戦闘システムを備えている。システム設計にあたってはシステム工学的なアプローチがなされ、艦の戦闘システムを総体的に捉えて、各種の火器やセンサーはそのサブシステムとして位置づけられたシステム艦となり、戦闘指揮所（CIC）も統合化・合理化された。これらは、バージニア級原子力ミサイル巡洋艦とともに、イージスシステム登場前夜にあって、統合戦闘システムの嚆矢となった。
本級の戦術情報処理装置の電子計算機としては、新世代のAN/UYK-7が採用された。建造当初は、AN/UYK-7電子計算機1基とOJ-197/UYA-4コンソール1基、OJ-194/UYA-4ワークステーション9基が搭載されていた。また対潜戦用として、更にもう1基のAN/UYK-7電子計算機が備えられていたが、その後、AN/SQQ-89の実装にともなって、こちらは更に新世代のAN/UYK-43に更新された。また本級の一部は、後に対艦ミサイル防御能力強化のため、AN/SYQ-17 RAIDS (SSDS Mk.0) 戦闘システムの搭載改修も受けた。

### 対潜戦
上記の経緯より、本級は一義的に対潜艦とされたことから、極めて充実した対潜戦装備を備えている。ソナーとしては、AN/SQS-26CXをバウ・ドームに収容するとともに、AN/SQS-35可変深度ソナー（IVDS）の後日装備が予定されていた。しかし実際には、船体装備ソナーはAN/SQS-26CXを元に発展させたAN/SQS-53Bとされた（後に53Cに更新）。またIVDSも搭載されず、より長距離の探知が可能な長いソナー・アレイを用いた曳航ソナーが搭載されることになった。1985年に「ヒューイット」でAN/SQR-15曳航ソナーが試験されたのち、同年秋より、「ムースブラッガー」でAN/SQR-19 TACTASの試験が開始された。
同艦では、TACTASの搭載に伴って、AN/SQQ-89統合対潜システムも実装されており、これらは後に全艦に適用された。これは対潜戦のパッシブ化に対応して、船体装備ソナーおよび曳航ソナー、SQQ-28ソノブイ情報処理装置からの情報を統合処理するとともに、Mk.116水中攻撃指揮装置（UBFCS）と連接して対応の迅速化を図ったものであり、その膨大な情報処理所要のために、専用のAN/UYK-7電子計算機が追加搭載された。対潜兵器を管制するMk.116水中攻撃指揮装置は、初期建造艦ではバージニア級と同じmod.0が搭載されていたが、上記のAN/SQQ-89の実装に伴ってmod.5に更新されたほか、DD-978ではmod.7、DD-977ではmod.8、DD-976ではmod.10が搭載された。
対潜兵器としては、アスロック対潜ミサイルおよびMk 32 短魚雷発射管を装備した。アスロック発射機としては、当初は艦橋構造物直前に8連装のMk.112発射機を用いたMk.16 GMLSを備えていた。同システムの次弾装填装置は、通常は艦橋構造物下部に配置されていたのに対し、本級では船体内に格納され、垂直に再装填することとなった。これは、DXGに改設計する場合、この位置にターター-D・システムのMk.26 mod.0 GMLS（SM-1MR用）を配置すれることになっており、そのスペースが確保されていたためである。その後、1986年度計画より、本級のうちの24隻は、このスペースにMk.41 mod.1 VLSを設置し、ここから垂直発射型アスロック（VLA）を運用するように変更された。一方、その他の艦では、Mk.112発射機の両側にトマホークの箱型発射機を搭載したことから、Mk.112発射機の旋回範囲が極度に制限されることとなり、実用性が失われたことから、Mk.16 GMLSはのちに撤去された。またVLS搭載艦ではVLA 16発が搭載されていたが、冷戦終結とともに対潜戦のニーズが低下し、逆に対地火力投射のニーズが激増したことから、1990年代には搭載数は大幅に減じられ、わずか4発となったとされている。

### 対空戦

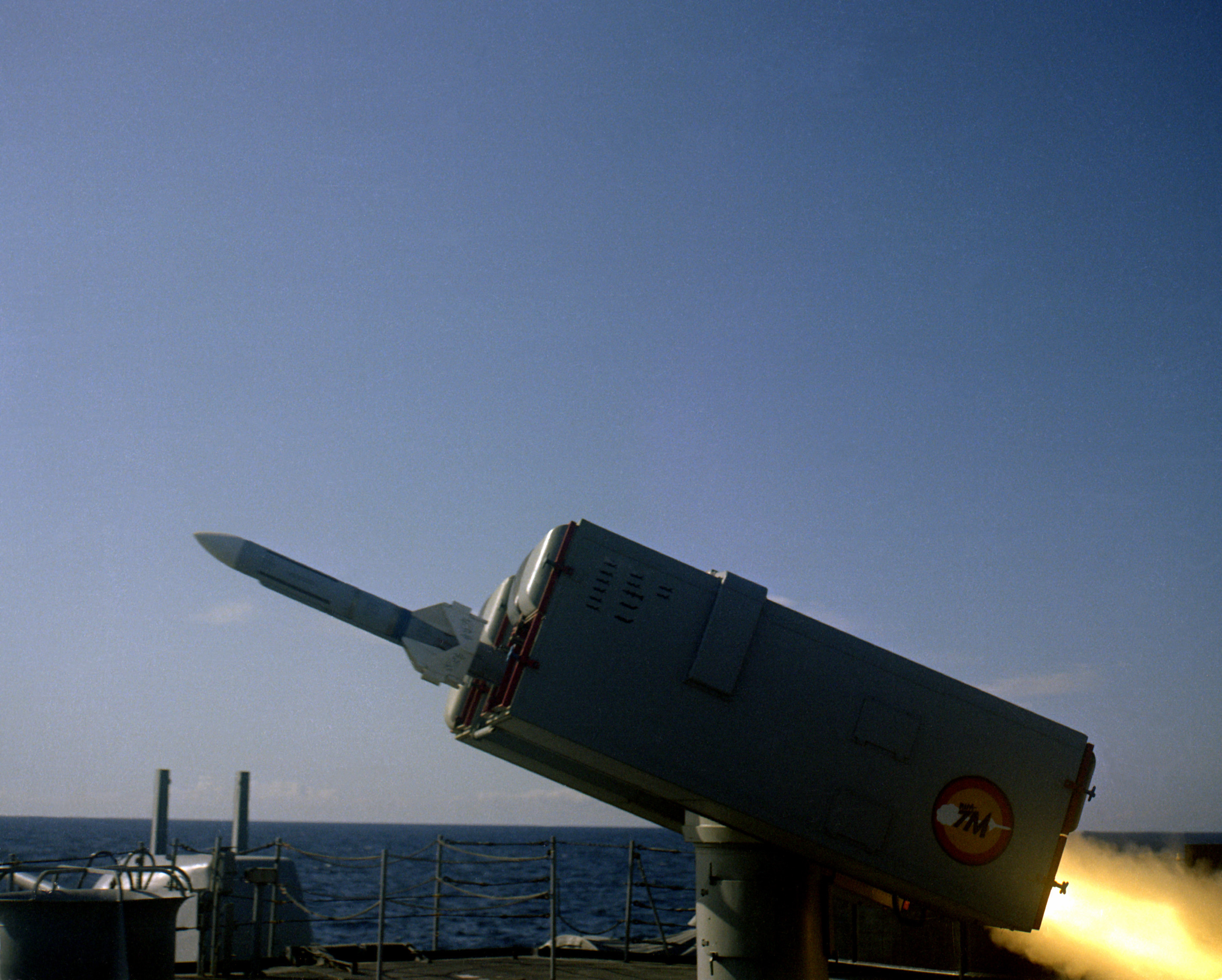
「ヒューイット」によるシースパローの発射シーン。

計画段階では、対空戦用の装備はノックス級と同構成が予定されており、レーダーは2次元式のAN/SPS-40、対空兵器はシースパローBPDMSが予定されていた。しかし実際には、シースパローBPDMSの発展型であるIBPDMSが搭載されることになり、開発スケジュールの関係から、ネームシップでは後日装備となった。Mk.91 ミサイル射撃指揮装置は上部構造物後端に、またMk.29ミサイル発射装置（GMLS）は船首楼後端部に、それぞれ設置された。また最終艦「ヘイラー」ではレーダーは新型のAN/SPS-49に更新されたほか、一部の艦では、対艦ミサイル防御のための低空警戒レーダーとして、TAS Mk.23が後日装備されている。また「ブリスコー」では、新型のMk.48 VLSの試験が行われた。なおDXGとして改設計される場合には、アスロック用のMk.16 GMLSの位置にMk.26 mod.0 GMLS、シースパロー用のMk.29 GMLSの位置にMk.26 mod.1 GMLSが搭載され、レーダーも3次元式のAN/SPS-48に変更される予定であった。このため、Mk.29 GMLSと16発分の弾庫には不釣り合いなスペースが確保されていた。
近接防空用として、ファランクスCIWSが後日装備された。ノックス級がCIWSを搭載する場合はBPDMSと引き換えにする必要があったが、本級では当初からその搭載を織り込んでスペース・重量の余地を確保していたことから、両者を併載することができた。1981年には、「メリル」においてEX-83 30mm機銃の試験が行われた。またシースパローIBPDMSとファランクスCIWSの間を埋める近接防空ミサイルとして、RAMの21連装発射機を12隻に搭載する計画があったが、これは7隻（DD-972、973、977、982、987、988、992）に削減された

### 対水上戦

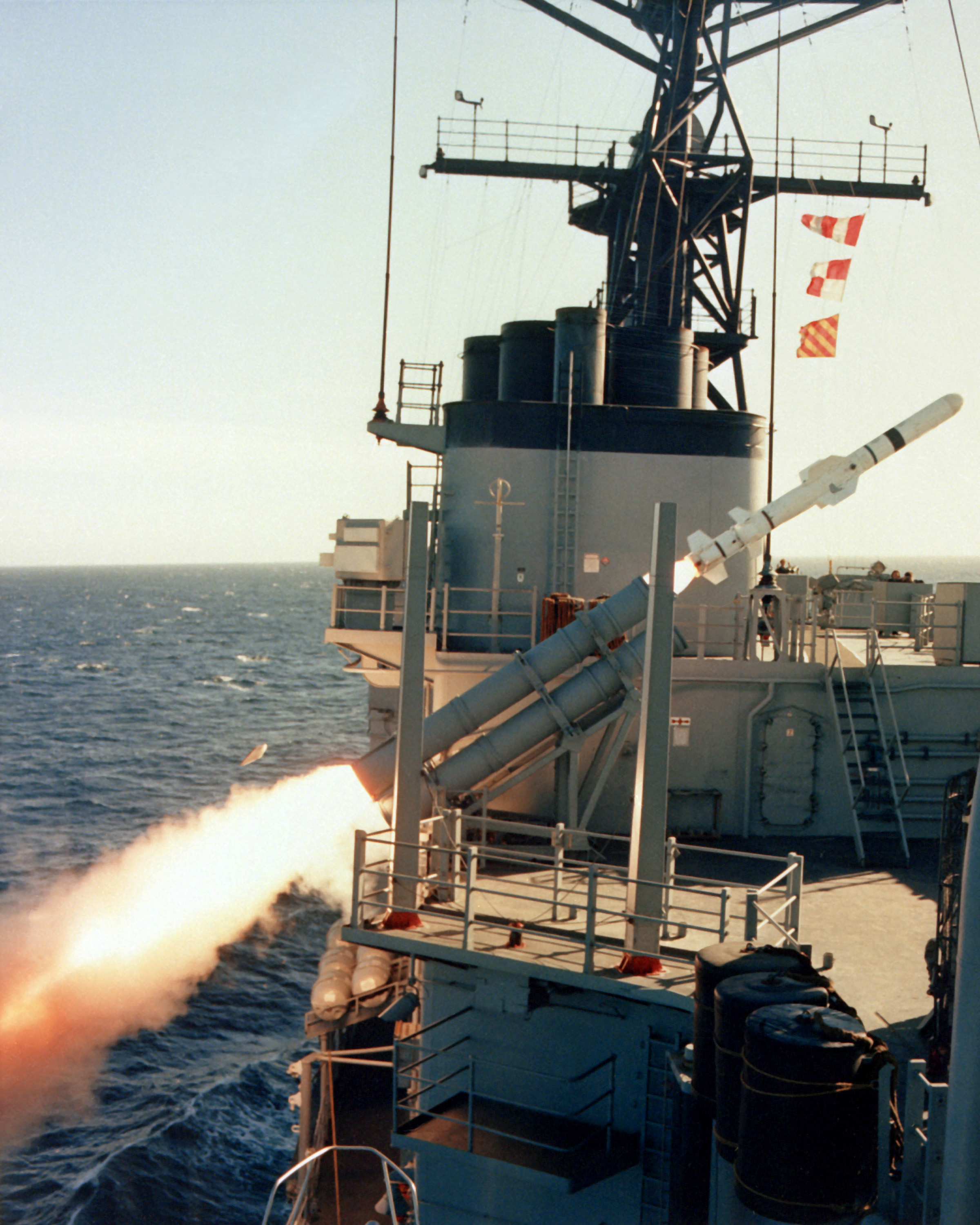
「フレッチャー」によるハープーンの発射。

艦砲の構成はバージニア級が踏襲され、艦首尾に1基ずつの54口径127mm砲（Mk.45 5インチ砲）を搭載し、Mk.86 砲射撃指揮装置の管制を受けた。搭載弾数は1,200発であった。
なおDX計画の検討段階で、同級の就役時期には砲装型巡洋艦が大量に退役し、艦隊の艦砲射撃能力が深刻に低下することが懸念されるようになったことから、51番砲については、当時計画されていた60口径175mm砲への後日換装の含みが持たされており、船体構造もそれに応じた強度とされた。ただし60口径175mm砲は、後に55口径203mm砲（Mk.71 8インチ砲）に発展したのち計画中止となったことから、本級への搭載も実現しなかった。
対艦兵器としては、艦の中部にハープーン艦対艦ミサイルの4連装発射筒2基を後日装備した。またトマホーク巡航ミサイルの艦隊配備に伴って、まず「メリル」で試験が行われたのち、1984年より一部の艦にトマホークの装甲ボックスランチャー（ABL）が搭載され、長射程の対地・対水上打撃力を手にすることになった。これはアイオワ級戦艦や原子力ミサイル巡洋艦にも搭載されたものである。
その後、トマホークの有用性が確認されたことから、その搭載弾数を増強するため、艦橋構造物前方のアスロックのMk 16 GMLSを撤去し、ここに61セルのMk 41 mod 1VLSを設置する改修が決定され、トマホーク装甲発射機の非搭載艦を中心に24隻が改修された。当初、61セルのVLSには16発のアスロックと45発のトマホークが搭載されたが、冷戦後には戦略環境の変化を受け、アスロックの搭載数は4発に減ぜられ、トマホークは57発に増大した。アーレイ・バーク級の就役まで、Mk 41よりトマホークを発射できるのはタイコンデロガ級巡洋艦と本級のみであり、タイコンデロガ級は防空艦としての活動が主であったため、本級は最重要のトマホーク搭載艦として活躍した。
なお「ハリー・W・ヒル」のみはABLもVLSも搭載せず、トマホークの運用は行わなかった。

### 電子戦
電子戦システムとしては、対艦ミサイル防御（ASMD）を想定した新世代の装置であるAN/SLQ-32が搭載された。ただし開発が間に合わず、初期建造艦ではAN/WLR-1電波探知装置（ESM）が搭載された。またAN/SLQ-32の搭載が開始された当初は、電子戦支援機能のみのSLQ-32(V)2が搭載されていたが、1987年、全艦が電子攻撃機能も備えたAN/SLQ-32(V)3に改修することとなった。

### 航空機
シーホーク計画の段階では無人ヘリコプターを使ったQH-50 DASHの搭載が予定されていたが、DX計画では、当初から有人のLAMPSヘリコプターの搭載が盛り込まれた。
当初はLAMPS Mk.IとしてSH-2ヘリコプターが搭載されていたが、後により大型で強力なSH-60Bヘリコプターを用いたLAMPS Mk.IIIの実用化にともなって、1985年より、その運用のためのRAST着艦誘導・拘束装置とAN/SQQ-28機上データリンク装置の装備が開始された。ただし格納庫は2機分が用意されていたものの、当初は搭載定数は1機であった。また最終艦「ヘイラー」は、当初はヘリコプター4機搭載のDDHとして予定されていたが、建造費高騰のため断念され、通常の設計で建造された。

## 派生型の建造と退役
上記の通り、本級はもともと、同一の設計に基づいて対潜艦と防空艦を建造するというDX/DXG構想において、その対潜艦として構想されていた。しかし、ターター-Dシステムの開発遅延とこれを搭載した原子力ミサイル巡洋艦の就役、イージスシステムの開発進展、さらには本級の建造コスト高騰などを受けて、最終的に、DXG計画は破棄された。
しかし1970年代末、ペルシア湾上での対空哨戒用として、イラン海軍は、本級をベースとしてターター-Dシステムを搭載したミサイル駆逐艦の取得を決定した。この艦は、イラン革命の影響でイラン海軍に引き渡されずに終わり、かわってアメリカ海軍が取得し、キッド級ミサイル駆逐艦として運用することとなった。キッド級はわずか4隻ではあるが、DXGを具現化した艦ということができる。
一方、ターター-Dシステムの後継となるイージスシステムの搭載艦についての議論は紛糾し、紆余曲折の末、本級をもとに改設計した艦を建造することとなった。これによって建造されたのがタイコンデロガ級ミサイル巡洋艦である。当初はミサイル駆逐艦（DDG-47級）として計画されたが、イージスシステムの搭載によって排水量が増大したことと、その情報処理能力から防空中枢艦としての行動が期待されたことから、1番艦の建造途中で種別がミサイル巡洋艦（CG-47級）に変更された。
上記の通り、本級の最終艦は、海上自衛隊のヘリコプター搭載護衛艦に似た設計による航空能力強化型として建造されることが計画されたが、最終的にコスト面の問題を解決できず、他の艦と同じ設計によって建造されることとなった。また、制海艦構想においては、本級の船体を基にした軽空母も含まれていたが、これは実現しなかった。
本級をベースとしたDXG計画が破棄されたのち、アメリカ海軍はDDGX計画によるアーレイ・バーク級ミサイル駆逐艦の整備を開始した。これはイージスシステムを搭載し、またVLSのセル数も本級を上回っており、より柔軟に多用途に運用できた。このことから、本級はアーレイ・バーク級と交代する形で退役が進み、2005年までに全艦が退役した。なお、「ポール・F・フォスター」は退役後、2004年に艦艇の各種自衛装備の試験を行う自衛テスト艦 (Self Defense Test Ship, SDTS)を務めていたフォレスト・シャーマン級駆逐艦「ディケーター」の後継となることが決定し、2005年より自衛テスト艦として運用されている。
退役後、本級で他国に売却あるいは再就役した艦はない。ただしキッド級は、4隻全てが中華民国海軍に売却され、再就役している。

## 諸元表
|                   | 1番艦建造時                                                                            | ABL搭載艦                                                | VLS搭載艦                                                    |
| ----------------- | -------------------------------------------------------------------------------------- | -------------------------------------------------------- | ------------------------------------------------------------ |
| 満載排水量        | 7,800 t                                                                                | 8,040 t                                                  | 9,100 t                                                      |
| 全長              | 171.68 m（水線長：161.25 m）                                                           | 171.68 m（水線長：161.25 m）                             | 171.68 m（水線長：161.25 m）                                 |
| 全幅              | 16.76 m                                                                                | 16.76 m                                                  | 16.76 m                                                      |
| 吃水              | 8.84 m                                                                                 | 8.84 m                                                   | 8.84 m                                                       |
| 機関              | COGAG方式                                                                              | COGAG方式                                                | COGAG方式                                                    |
| 機関              | LM2500 ガスタービンエンジン×4基（80,000shp; 60 MW）                                    |                                                          |                                                              |
| 機関              | 可変ピッチ・プロペラ×2軸                                                               |                                                          |                                                              |
| 速力              | 最大32.5ノット（60+ km/h）                                                             | 最大32.5ノット（60+ km/h）                               | 最大32.5ノット（60+ km/h）                                   |
| 航続距離          | 6,000 nmi：20ノット時（3,300 km 、30 km/h時）                                          | 6,000 nmi：20ノット時（3,300 km 、30 km/h時）            | 6,000 nmi：20ノット時（3,300 km 、30 km/h時）                |
| 乗員              | 士官18名＋兵員232名                                                                    | 士官19名＋兵員315名                                      | 士官19名＋兵員315名                                          |
| 兵装              | 54口径127mm単装砲×2基                                                                  | 54口径127mm単装砲×2基                                    | 54口径127mm単装砲×2基                                        |
| 兵装              | －                                                                                     | Mk.15 20mmCIWS×2基                                       | Mk.15 20mmCIWS×2基                                           |
| 兵装              | －                                                                                     | Mk.29 8連装ミサイル発射装置×1基 （シースパロー 短SAM用） |                                                              |
| 兵装              | －                                                                                     | －                                                       | Mk.49 21連装ミサイル発射装置×1基 （RAM 近接SAM用; 一部の艦） |
| 兵装              | －                                                                                     | Mk.141 4連装ミサイル発射筒×2基 （ハープーン SSM用）      |                                                              |
| 兵装              | －                                                                                     | Mk.143 4連装装甲発射機×2基 （トマホーク SLCM用）         | Mk.41 mod.1 VLS（61セル）×1基 （VLA SUM、トマホーク SLCM）   |
| 兵装              | Mk.16 8連装ミサイル発射装置×1基 （アスロック SUM用） ※ABL搭載艦では後日撤去            |                                                          | Mk.41 mod.1 VLS（61セル）×1基 （VLA SUM、トマホーク SLCM）   |
| 兵装              | Mk 32 短魚雷発射管×2基                                                                 |                                                          |                                                              |
| 艦載機            | SH-2F LAMPS Mk.I ヘリコプター×2機                                                      | SH-2F LAMPS Mk.I ヘリコプター×2機                        | SH-60B LAMPS Mk.III ヘリコプター×2機                         |
| FCS               | Mk.86 砲FCS （Mk 45 5インチ砲用）                                                      | Mk.86 砲FCS （Mk 45 5インチ砲用）                        | Mk.86 砲FCS （Mk 45 5インチ砲用）                            |
| FCS               | Mk.91 ミサイルFCS（シースパローPDMS用）                                                |                                                          |                                                              |
| FCS               | Mk.116 水中FCS（アスロック、短魚雷用）                                                 |                                                          |                                                              |
| C4I               | NTDS (CDS＋リンク 11 / 14)                                                             | NTDS (CDS＋リンク 11 / 14)                               | NTDS (CDS＋リンク 11 / 14)                                   |
| レーダー          | AN/SPS-40 2次元式 ※DD-997のみ、AN/SPS-49を新造時より装備                               | AN/SPS-40 2次元式 ※DD-997のみ、AN/SPS-49を新造時より装備 | AN/SPS-40 2次元式 ※DD-997のみ、AN/SPS-49を新造時より装備     |
| レーダー          | AN/SPS-55 対水上用                                                                     |                                                          |                                                              |
| レーダー          | AN/SPQ-9A 目標捕捉用 （Mk.86 GFCSのサブシステム。一部艦ではAN/SPQ-9Bにより代替・統合） |                                                          |                                                              |
| レーダー          | -                                                                                      | -                                                        | Mk.23 TAS 目標捕捉用 （一部艦ではAN/SPQ-9Bにより代替・統合） |
| ソナー            | SQS-53 艦首装備式                                                                      | SQS-53 艦首装備式                                        | SQS-53 艦首装備式                                            |
| ソナー            | SQR-19 曳航式（TACTASS）                                                               |                                                          |                                                              |
| 電子戦・ 対抗手段 | AN/WLR-1電波探知装置                                                                   | AN/SLQ-32(V)2 電波探知装置                               | AN/SLQ-32(V)3 電波探知妨害装置                               |
| 電子戦・ 対抗手段 | Mk.137 6連装チャフ・フレア発射機×4基                                                   |                                                          |                                                              |
| 電子戦・ 対抗手段 | -                                                                                      | -                                                        | AN/SLQ-25 対魚雷デコイ装置                                   |
| 電子戦・ 対抗手段 | -                                                                                      | -                                                        | AN/SLQ-49囮装置                                              |

## 同型艦
| 番号   | 艦名                                            | 起工            | 進水            | 就役            | 改修   | 退役            | リンク |
| ------ | ----------------------------------------------- | --------------- | --------------- | --------------- | ------ | --------------- | ------ |
| DD-963 | スプルーアンス USS Spruance                     | 1972年 11月27日 | 1973年 11月10日 | 1975年 9月20日  | VLS    | 2005年 3月23日  |        |
| DD-964 | ポール・F・フォスター USS Paul F. Foster        | 1973年 2月6日   | 1974年 2月22日  | 1976年 2月21日  | VLS    | 2003年 3月27日  |        |
| DD-965 | キンケード USS Kinkaid                          | 1973年 4月19日  | 1974年 5月25日  | 1976年 7月10日  | VLS    | 2003年 1月7日   |        |
| DD-966 | ヒューイット USS Hewitt                         | 1973年 7月23日  | 1974年 8月24日  | 1976年 9月25日  | VLS    | 2001年 7月19日  |        |
| DD-967 | エリオット USS Elliott                          | 1973年 10月15日 | 1974年 12月19日 | 1977年 1月22日  | VLS    | 2003年 12月2日  |        |
| DD-968 | アーサー・W・ラドフォード USS Arthur W. Radford | 1974年 1月31日  | 1975年 3月1日   | 1977年 4月16日  | VLS    | 2003年 3月18日  |        |
| DD-969 | ピーターソン USS Peterson                       | 1974年 4月29日  | 1975年 6月21日  | 1977年 7月9日   | VLS    | 2002年 10月4日  |        |
| DD-970 | カロン USS Caron                                | 1974年 7月1日   | 1975年 6月24日  | 1977年 10月1日  | VLS    | 2001年 10月15日 |        |
| DD-971 | デヴィッド・R・レイ USS David R. Ray            | 1974年 9月23日  | 1975年 8月23日  | 1977年 11月19日 | VLS    | 2002年 2月28日  |        |
| DD-972 | オルデンドルフ USS Oldendorf                    | 1974年 12月27日 | 1975年 10月21日 | 1978年 3月4日   | VLS    | 2003年 6月20日  |        |
| DD-973 | ジョン・ヤング USS John Young                   | 1975年 2月17日  | 1976年 1月6日   | 1978年 5月20日  | VLS    | 2002年 9月30日  |        |
| DD-974 | コンテ・ド・グラース USS Comte de Grasse        | 1975年 4月4日   | 1976年 3月26日  | 1978年 8月5日   | ABL    | 1998年 6月5日   |        |
| DD-975 | オブライエン USS O'Brien                        | 1975年 5月9日   | 1976年 7月8日   | 1977年 12月3日  | VLS    | 2004年 9月24日  |        |
| DD-976 | メリル USS Merrill                              | 1975年 6月16日  | 1976年 9月1日   | 1978年 3月11日  | ABL    | 1998年 3月26日  |        |
| DD-977 | ブリスコー USS Briscoe                          | 1975年 7月21日  | 1976年 12月28日 | 1978年 6月3日   | VLS    | 2003年 10月2日  |        |
| DD-978 | スタンプ USS Stump                              | 1975年 8月25日  | 1977年 1月1日   | 1978年 8月19日  | VLS    | 2004年 10月22日 |        |
| DD-979 | コノリー USS Conolly                            | 1975年 9月29日  | 1977年 6月3日   | 1978年 10月14日 | ABL    | 1998年 9月18日  |        |
| DD-980 | ムースブラッガー USS Moosbrugger                | 1975年 11月3日  | 1977年 7月23日  | 1978年 12月16日 | VLS    | 2000年 12月15日 |        |
| DD-981 | ジョン・ハンコック USS John Hancock             | 1976年 1月16日  | 1977年 10月29日 | 1979年 3月10日  | VLS    | 2000年 10月16日 |        |
| DD-982 | ニコルソン USS Nicholson                        | 1976年 2月20日  | 1977年 11月11日 | 1979年 5月12日  | VLS    | 2002年 12月20日 |        |
| DD-983 | ジョン・ロジャース USS John Rodgers             | 1976年 8月12日  | 1978年 2月25日  | 1979年 7月14日  | ABL    | 1998年 9月4日   |        |
| DD-984 | レフトウィッチ USS Leftwich                     | 1976年 12月12日 | 1978年 4月8日   | 1979年 8月25日  | ABL    | 1998年 3月27日  |        |
| DD-985 | カッシング USS Cushing                          | 1977年 2月2日   | 1978年 6月17日  | 1979年 9月21日  | VLS    | 2005年 9月21日  |        |
| DD-986 | ハリー・W・ヒル USS Harry W. Hill               | 1977年 4月1日   | 1978年 8月10日  | 1979年 11月17日 | 非改修 | 1998年 5月29日  |        |
| DD-987 | オバノン USS O'Bannon                           | 1977年 2月21日  | 1978年 9月25日  | 1979年 12月15日 | VLS    | 2005年 8月19日  |        |
| DD-988 | ソーン USS Thorn                                | 1977年 8月29日  | 1979年 2月3日   | 1980年 2月16日  | VLS    | 2004年 8月25日  |        |
| DD-989 | デヨ USS Deyo                                   | 1977年 10月14日 | 1979年 1月20日  | 1980年 3月22日  | VLS    | 2003年 11月6日  |        |
| DD-990 | インガソル USS Ingersoll                        | 1977年 12月5日  | 1979年 3月10日  | 1980年 4月12日  | ABL    | 1998年 7月24日  |        |
| DD-991 | ファイフ USS Fife                               | 1978年 3月6日   | 1979年 5月1日   | 1980年 5月31日  | VLS    | 2003年 2月28日  |        |
| DD-992 | フレッチャー USS Fletcher                       | 1978年 4月24日  | 1979年 6月16日  | 1980年 7月12日  | VLS    | 2004年 10月1日  |        |
| DD-997 | ヘイラー USS Hayler                             | 1980年 10月20日 | 1982年 3月2日   | 1983年 3月5日   | VLS    | 2003年 8月25日  |        |

## 登場作品

### 映画
『パール・ハーバー』
真珠湾内でモスボール状態の本艦が、大日本帝国海軍の攻撃を受ける（実際は太平洋戦争時代に就役していたわけではない）。

### 漫画
『沈黙の艦隊』
「ハリー・W・ヒル 」以下多数の同型艦が登場。原子力潜水艦「やまと」と戦闘を行う。

### ゲーム
『戦闘国家シリーズ』
アメリカの基本装備として組み込まれる。
『大戦略シリーズ』
『鋼鉄の咆哮シリーズ』
PS2版である鋼鉄の咆哮2 ウォーシップガンナーと鋼鉄の咆哮2 ウォーシップコマンダーに敵艦として登場。PC版である鋼鉄の咆哮3 ウォーシップコマンダーではアメリカ型に船体と艦橋が追加され再現可能となっている。